# Verrens-Arvey
Verrens-Arvey [vɛʁɛ̃s aʁvɛ] est une commune française située dans le département de la Savoie, en région Auvergne-Rhône-Alpes.

## Urbanisme

### Typologie
Au 1er janvier 2024, Verrens-Arvey est catégorisée ceinture urbaine, selon la nouvelle grille communale de densité à sept niveaux définie par l'Insee en 2022.
Elle appartient à l'unité urbaine d'Albertville, une agglomération intra-départementale regroupant 17  communes, dont elle est une commune de la banlieue,,. Par ailleurs la commune fait partie de l'aire d'attraction d'Albertville, dont elle est une commune de la couronne,. Cette aire, qui regroupe 30 communes, est catégorisée dans les aires de 50 000 à moins de 200 000 habitants,.

### Occupation des sols
L'occupation des sols de la commune, telle qu'elle ressort de la base de données européenne d’occupation biophysique des sols Corine Land Cover (CLC), est marquée par l'importance des forêts et milieux semi-naturels (62,1 % en 2018), en diminution par rapport à 1990 (66,5 %). La répartition détaillée en 2018 est la suivante : forêts (46,7 %), zones agricoles hétérogènes (33,1 %), milieux à végétation arbustive et/ou herbacée (13,2 %), zones urbanisées (4,8 %), espaces ouverts, sans ou avec peu de végétation (2,2 %).
L'IGN met par ailleurs à disposition un outil en ligne permettant de comparer l'évolution dans le temps de l'occupation des sols de la commune (ou de territoires à des échelles différentes). Plusieurs époques sont accessibles sous forme de cartes ou photos aériennes : la carte de Cassini (XVIIIe siècle), la carte d'état-major (1820-1866) et la période actuelle (1950 à aujourd'hui).

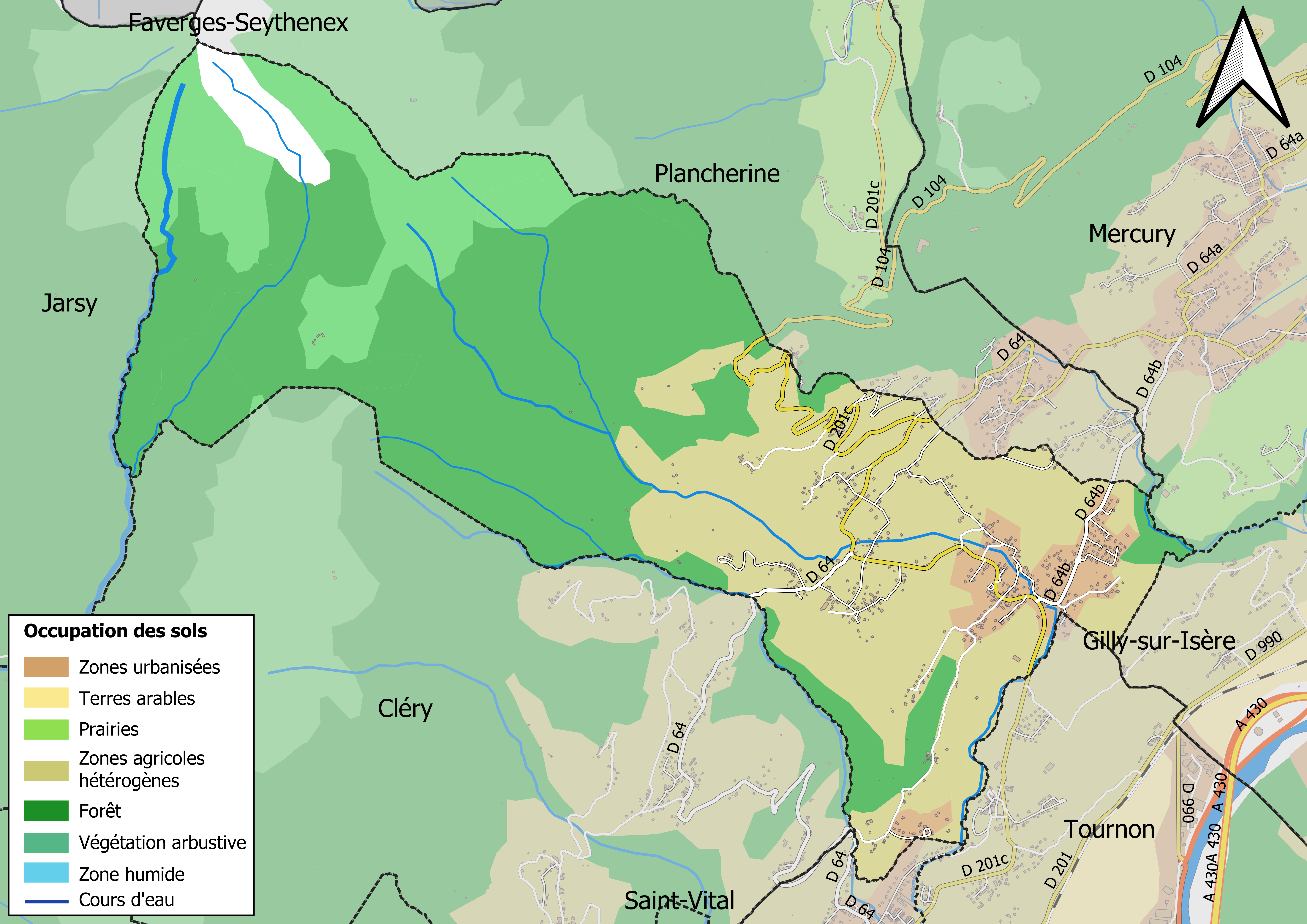
Carte des infrastructures et de l'occupation des sols en 2018 (CLC) de la commune.
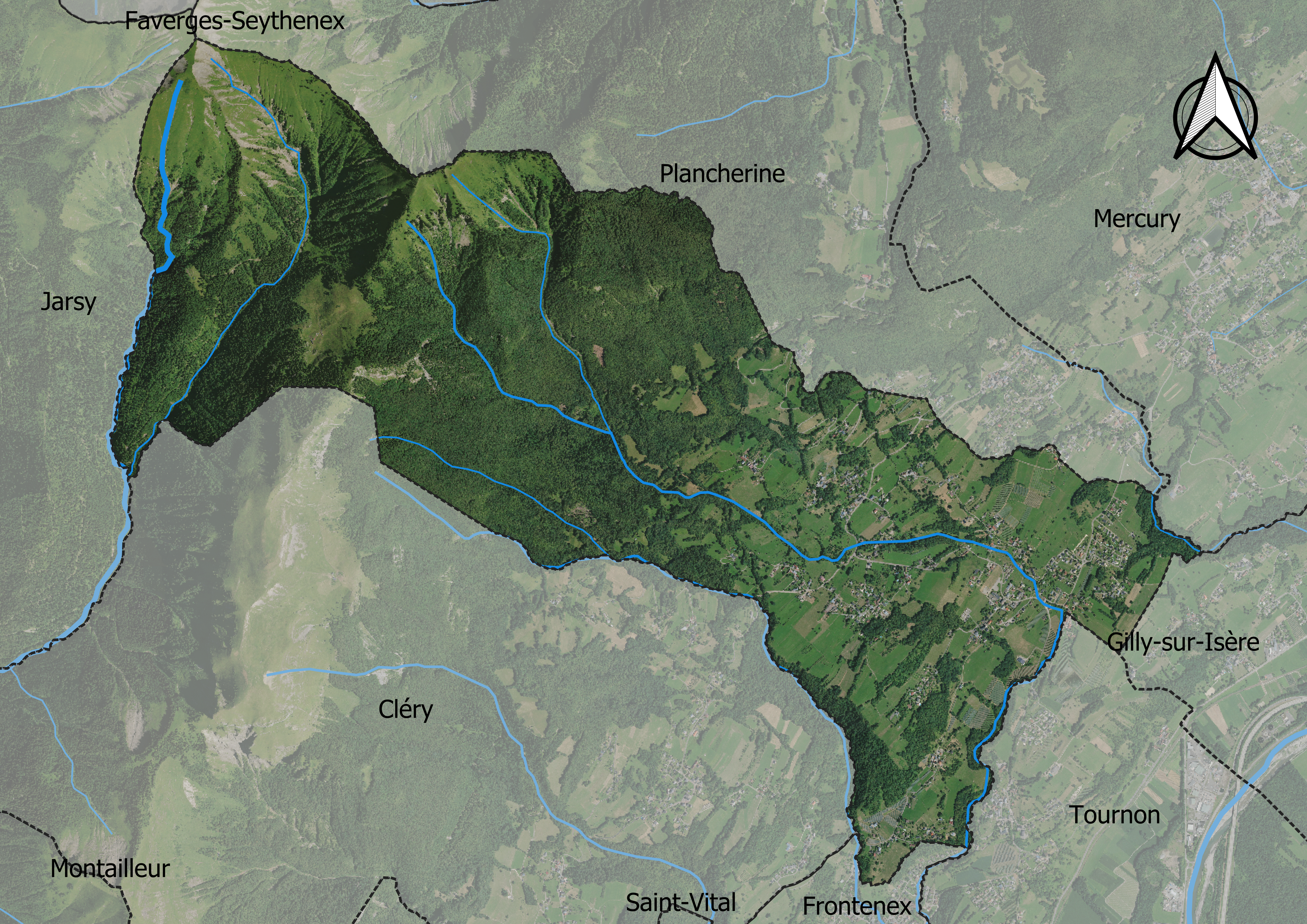
Carte orthophotogrammétrique de la commune.

## Toponymie
Le nom de Verrens se dit, en francoprovençal, Varé (graphie de Conflans) ou Vèrrens (ORB).

## Politique et administration
| Période                                  | Période  | Identité         | Étiquette | Qualité |
| ---------------------------------------- | -------- | ---------------- | --------- | ------- |
| avant 1981                               | ?        | Armand Fraix     | PS        |         |
| mars 2001                                | En cours | Christian Raucaz | ...       | ...     |
| Les données manquantes sont à compléter. |          |                  |           |         |

## Démographie
L'évolution du nombre d'habitants est connue à travers les recensements de la population effectués dans la commune depuis 1793. Pour les communes de moins de 10 000 habitants, une enquête de recensement portant sur toute la population est réalisée tous les cinq ans, les populations de référence des années intermédiaires étant quant à elles estimées par interpolation ou extrapolation. Pour la commune, le premier recensement exhaustif entrant dans le cadre du nouveau dispositif a été réalisé en 2006.

En 2022, la commune comptait 958 habitants, en évolution de +6,56 % par rapport à 2016 (Savoie : +3,63 %, France hors Mayotte : +2,11 %).
| 1793 | 1800 | 1806 | 1838 | 1848 | 1858 | 1861 | 1866 | 1872 |
| ---- | ---- | ---- | ---- | ---- | ---- | ---- | ---- | ---- |
| 540  | 489  | 621  | 740  | 779  | 765  | 726  | 745  | 729  |

| 1876 | 1881 | 1886 | 1891 | 1896 | 1901 | 1906 | 1911 | 1921 |
| ---- | ---- | ---- | ---- | ---- | ---- | ---- | ---- | ---- |
| 736  | 693  | 664  | 637  | 618  | 632  | 614  | 551  | 519  |

| 1926 | 1931 | 1936 | 1946 | 1954 | 1962 | 1968 | 1975 | 1982 |
| ---- | ---- | ---- | ---- | ---- | ---- | ---- | ---- | ---- |
| 503  | 433  | 417  | 424  | 391  | 370  | 371  | 346  | 442  |

| 1990 | 1999 | 2006 | 2011 | 2016 | 2021 | 2022 | - | - |
| ---- | ---- | ---- | ---- | ---- | ---- | ---- | - | - |
| 546  | 574  | 703  | 822  | 899  | 945  | 958  | - | - |

## Culture locale et patrimoine

### Lieux et monuments
- Église de Verrens-Arvey.